# 골드코스트 쿠거스
골드코스트 쿠거스(Gold Coast Cougars)는 1991년 창단한 구 ABL의 프로 야구 팀이다. 오스트레일리아 골드코스트를 연고로 하고 있으며 홈구장은 쿠퍼스 스타디움이다.

## 같이 보기
- 보스턴 레드삭스